# Fabian (1980)
Fabian ist ein deutscher Spielfilm aus dem Jahre 1980 nach der gleichnamigen Romanvorlage von Erich Kästner. Unter der Regie von Wolf Gremm spielt Hans Peter Hallwachs die Titelrolle. Die Uraufführung war am 25. April 1980.

## Handlung
Berlin in der Spätphase der Weimarer Republik: Jakob Fabian arbeitet in einem kleinen Werbebüro als Reklametexter für eine Zigarettenfirma. Er ist leidlich zufrieden mit seinem Leben, auch wenn er sich finanziell nur mühsam über Wasser halten kann, und lebt unbekümmert in den Tag hinein. Mit seinem besten Freund Labude macht er regelmäßig das Berliner Nachtleben unsicher. Seine neue Freundin Cornelia, die soeben nach Berlin gekommen ist, um beim Film groß herauszukommen, ist attraktiv. Doch eines Tages wendet sich das Blatt für den sorglosen, jungen Mann: Infolge der Wirtschaftskrise ab 1929 beginnt Fabians Leben Stück für Stück aus den Fugen zu geraten.
Zuerst verliert er seine Arbeit, dann verlässt Cornelia ihn augenblicklich, als sie von einem Produzenten ein verlockendes Filmangebot erhält. Und schließlich nimmt Labude sich wegen eines schrecklichen Irrtums das Leben. Die Ereignisse ziehen Fabian den Boden unter den Füßen weg, er verliert infolge dieser Anhäufung von persönlichen Katastrophen den Halt in einer generell unruhigen, von Arbeitslosenheeren und Ausfransungen an den politisch extremistischen Rändern bestimmten Zeit. Fabian versucht, sein Elend zu betäuben, in dem er sich hemmungslos amüsiert. Er besucht Tanzsäle, betrinkt sich ständig und geht zu Prostituierten. Dabei stolpert er von einem Abenteuer in das nächste, immer haarscharf am persönlichen Abgrund entlang.
Seine Ziel- und Orientierungslosigkeit scheint ihm zum Verhängnis zu werden. Fabian entschließt sich, dem 'Moloch' Berlin, der ihm nicht gut zu tun scheint, zu verlassen, und kehrt zu seiner Mutter in die Provinz, in seine Heimatstadt, zurück. Hier scheint er allmählich zur Ruhe zu kommen. Eines Tages bekommt der geläuterte Moralist die Chance, zum Helden zu werden: Doch als er einen kleinen Jungen vor dem Ertrinken zu retten versucht, kommt er dabei ums Leben. Nichtschwimmer Fabian ertrinkt, während der Junge sich ans Ufer retten kann.

## Produktionsnotizen
Erich Kästner hatte sich zu Lebzeiten geweigert, die Filmrechte für Fabian freizugeben.
Die Herstellungskosten des Films beliefen sich auf etwa 4,5 Mio. DM (rund 2,3 Mio. €).
Die Dreharbeiten fanden zwischen dem 5. Juni und dem 21. August 1979 in Berlin, Obernkirchen und Stadthagen statt.
Die Filmbauten entwarf Jan Schlubach, die Ausstattung besorgte Rainer Schaper. Die Kostüme stammen von Siegbert Kammerer. Schlubach erhielt für seine Leistung 1980 das Filmband in Gold.

## Kritik
Das Lexikon des internationalen Films schrieb: „Gremms Film erreicht, bei bemerkenswerten Einzelheiten, weder Dichte noch Hintergründigkeit der Romanvorlage von Erich Kästner; er ist weithin ein – nicht immer stilsicheres – Sittengemälde.“
Der Fischer Film Almanach 1981 befand, dass die Verfilmung der Literaturvorlage „vollkommen gerecht“ werde. Es sei gelungen, den „poetischen Zauber […] auf der Leinwand transparent zu machen“.
Die Filmzeitschrift Cinema urteilte bei der Uraufführung 1980: „Wolf Gremm hat mit dieser glücklosen Odyssee durch das Berlin der zwanziger Jahre alle Chancen, sich als ernstzunehmender Filmemacher zu etablieren“. Deren Onlineauftritt resümierte, der Film sei ein „gut besetztes, stimmiges Porträt der untergehenden Weimarer Republik und eines Moralisten, der gegen die Inhumanität kämpft“.